# العزفة (الرجم)

تعديل مصدري - تعديل

العزفة هي إحدى قرى عزلة بني البدي بمديرية الرجم التابعة لمحافظة المحويت، بلغ تعداد سكانها 84 نسمة حسب تعداد اليمن لعام 2004.